# Тютчева Елеонора Федорівна
 Елеонора, графиня Ботмер (1800—1838, у першому шлюбі Петерсон) — перша дружина поета Федора Івановича Тютчева (1803—1873).

## Біографія
Емілія Елеонора фон Ботмер народилася 19 жовтня1800 році в родині німецького дипломата, графа Карла-Генріха-Ернеста фон Ботмера (1770—1845) та його дружини Ганни, уродженої баронеси фон Ганштейн  (1777—1826). Елеонора була старшою дитиною, у неї було вісім братів, три сестри.
Сім'я часто подорожувала по роду служби батька — в Італію, Францію та Швейцарію. Всі доньки графа отримали класичне домашнє виховання. У шістнадцять років Елеонора перетворилася у красиву світську панночку із бездоганними манерами, вільно розмовляла німецькою та французькою мовами. Багато хто вважав Елеонору «нескінченно чарівною».

### Перший шлюб
У 1818 році Елеонора стала дружиною російського дипломата, секретаря російської місії в Мюнхені Олександра Христофоровича Петерсона. У 1825 році вона овдовіла і залишилась із чотирма синами на руках. У Елеонори був скромний будинок у Мюнхені на Каролиненплатц, що знаходився навпроти будівлі російської місії. На вечорах, організованих цією місією, молода, гарненька графиня-вдова у лютому 1826 року познайомилась із Федором Тютчевим, який прибув у баварське посольство позаштатним помічником секретаря. Зближення відбувалося стрімко. Елеонора закохалася в Тютчева відразу й беззастережно.

### Другий шлюб і сім'я
У березні 1826 року 25-річна Елеонора Петерсон таємно повінчалась із 22-річним Федором Тютчевим. Ще два роки багато хто в Мюнхені, за свідченням Генріха Гейне, не знав про це весілля (юридичний шлюб Федора Тютчева із Елеонорою Петерсон відбувся лише 27 січня 1829 року). Таким чином, Тютчев поріднився одразу з двома старими аристократичними прізвищами Баварії (Ботмер і Ганштейн) і потрапив у цілий сонм німців-родичів.
Шлюб був щасливим. В особі Елеонори Тютчев знайшов люблячу дружину, відданого друга і незмінну опору у важкі хвилини життя. Федір Іванович через роки про це зізнавався у своїх листах:
У 1830 році Елеонора провела півроку в Росії, де її душевно прийняла вся сім'я Тютчева. Про цей час Доллі Фикельмон записала у своєму щоденнику:

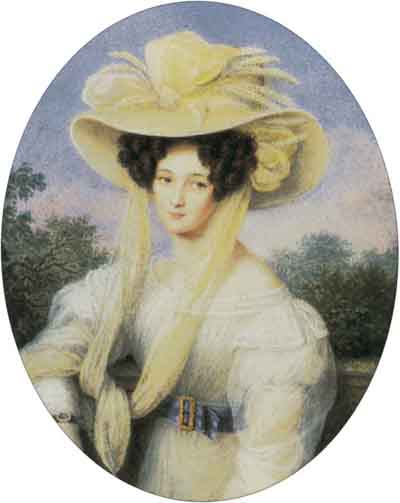
Елеонора Тютчева
Акварель Й. Шелера. Близько 1827 р.

Листи Елеонори до рідних змальовують її як  люблячу, чуйну жінку, що боготворила чоловіка, але, мабуть, серйозні розумові запити були їй чужими. Ділова та господарська сторона сімейного життя Тютчева цілком належала їй. У Мюнхені Елеонора зуміла створити затишний та гостинний будинок, незважаючи на те, що Тютчев мав дуже скромну винагороду за свою працю й порівняно невелику грошову допомогу від його батьків, тому Елеонорі ледве вдавалося зводити кінці з кінцями. Та все ж перші сім років їхнього подружнього життя (до 1833 року) були часом майже безхмарного сімейного щастя.
У лютому 1833 року, на балу, відбулася перша зустріч Федора Тютчева з його майбутньою другою дружиною, баронесою Ернестіною Дернберг, яка займала одне з перших місць серед мюнхенських красунь. У Ернестіни поет знайшов, окрім краси, розум, блискучу освіченість, глибоку духовну близькість. Вона абсолютно затьмарювала милу й чарівну, за загальним визнанням, але неяскраву Елеонору.
Зрозумівши небезпеку, Елеонора робила все можливе, щоб зберегти сім'ю. Однак Тютчева вже ніщо не могло зупинити. Елеонора впала у відчай і в травні 1836 року спробувала накласти на себе руки, вдаривши кілька разів кинджалом у груди. Нещастя не сталося -  кинджал був від маскарадного костюма. Побачивши кров, Елеонора у розпачі вибігла на вулицю й знепритомніла. Сусіди принесли її додому, а незабаром прибіг схвильований чоловік. Протягом доби життя Елеонори перебувало у небезпеці. Вона оговталася фізично, але нервове потрясіння не пройшло. Тютчев клявся дружині розірвати відносини з баронесою Дернберг. Подружжя домовилися покинути Мюнхен. На початку травня 1837 року, отримавши 4-місячну відпустку, Тютчев з родиною виїхав у Росію.
Незабаром після приїзду Тютчева у Петербург відбулося його призначення чиновником російської дипломатичної місії в Турин, столицю Сардинського королівства. Через кілька днів, тимчасово залишивши родину у Петербурзі, Тютчев вирушив до місця свого нового призначення. Там його чекали нові зустрічі з Ернестіною.
14 травня 1838 року Елеонора з трьома малолітніми дочками відпливла до чоловіка, намагаючись дістатися на човні до Любека, а звідти вже на екіпажі до Турина. Поблизу Любека в ніч з 18 на 19 травня на пароплаві «спалахнула пожежа». Погасити полум'я не вдалося. Капітан спрямував корабель до скелястого берега й посадив його на мілину. Пасажири з труднощами й не без втрат переправилися на берег — п'ять людей загинули, а пароплав згорів. Елеонора Тютчева виявила під час катастрофи повне самообладання. Тютчев так характеризує поведінку дружини під час  випробуваннь
Можна сказати по всій справедливості, що діти двічі були зобов'язані життям матері, яка ціною останніх сил, які у неї залишались, змогла пронести їх крізь полум'я і вирвати у смерті.
Під час корабельної аварії Елеонора майже не постраждала фізично, але отримала важке нервове потрясіння, яке вимагало лікування і відпочинку. Однак, побоюючись за чоловіка, Елеонора не ризикнула затримуватися на лікуванні у Німеччині більше двох тижнів і поїхала з ним у Турин.
У Турині Тютчева опинилися у вкрай скрутному матеріальному становищі. Оселилися вони в передмісті, їм доводилося дуже туго, незважаючи на виділену із казни матеріальну допомогу. Дружина Тютчева ходила по торгах, намагаючись у міру можливостей упорядкувати домашнє вогнище. Поет був у цьому відношенні поганим помічником. Та й вона сама, помічаючи «роздратований і меланхолійний настрій» чоловіка, свідомо оберігала його від дрібних турбот. Однак перевтома, сильна застуда і глибоке нервове потрясіння, від якого Елеонора так і не змогла оговтатися, зломили її й без того слабке здоров'я.

27 серпня 1838 року Елеонора померла в жорстоких муках. Горю Тютчева не було меж. В ніч, проведену ним біля труни дружини, його голова стала сива.

## Діти
У Елеонори було семеро дітей. Чотири сини від першого шлюбу:
- Карл (1819—1875)
- Отто (1820—1883)
- Олександр (1823—?)
- Альфред (1825—1860)

Старші три сини закінчили Морський кадетський корпус у Петербурзі, молодший виховувався в Мюнхені.
Три дочки від другого шлюбу:
- Ганна (1829—1889), фрейліна, автор спогадів.
- Дарина (1834—1903), фрейліна
- Катерина (1835—1882), фрейліна